# Bourth
Bourth ist eine französische Gemeinde mit 1166 Einwohnern (Stand 1. Januar 2022) im Département Eure in der Region Normandie.

## Geografie
Bourth liegt 37 Kilometer südwestlich von Évreux und etwa 10 Kilometer südwestlich von Breteuil im Pays d’Ouche im Tal des Iton an der D54.

## Geschichte
Die Hauptstraße von Bourth war in gallo-römischer Zeit (52 v. Chr. bis 486 n. Chr.) eine Römerstraße.
Seit der normannischen Invasion gehört der Ort zur Kastellanei von Tillières-sur-Avre und zur Baronie von Damville. Der Graf von Tillières-sur-Avre war bis zur Französischen Revolution (1789–1799) Seigneur von Bourth.
Kurz nach der Gründung der Abtei Saint-Sauveur von Évreux wurde die Pfarrei von Bourth ihr unterstellt.
Ab dem 16. Jahrhundert wurde auf dem Gemeindegebiet Eisenerz abgebaut. Die Wassermühlen am Iton wurden in Werkstätten umgebaut. Bis ins 19. Jahrhundert hinein gab es mehrere Schmiede in Bourth. Der Erzabbau wirkte sich namensgebend auf Straßen und Weiler aus: Rue de la Forge (‚Straße der Schmiede‘), Le Minerai (‚das Erz‘).
Bis ins 18. Jahrhundert gab es verschiedene Schreibweisen für den Ortsnamen, Varianten waren Bourth, Bourt und Bourg. 1793 erhielt der Ort im Zuge der Französischen Revolution als Bourth den Status einer Gemeinde und 1801 das Recht auf kommunale Selbstverwaltung.
Im Zweiten Weltkrieg wurde Bourth im Sommer 1944 während der Operation Overlord zwölfmal durch die Alliierte Luftwaffe bombardiert. In den letzten Tagen der Besetzung exekutierte die Wehrmacht mehrere Zivilpersonen, darunter drei Kinder im Alter von 16, 11 und 9 Jahren.

### Bevölkerungsentwicklung
| Jahr                       | 1962 | 1968 | 1975 | 1982 | 1990 | 1999 | 2009 | 2016 |
| Einwohner                  | 1084 | 1070 | 1074 | 1013 | 1064 | 1124 | 1244 | 1255 |
| Quellen: Cassini und INSEE |      |      |      |      |      |      |      |      |

## Politik

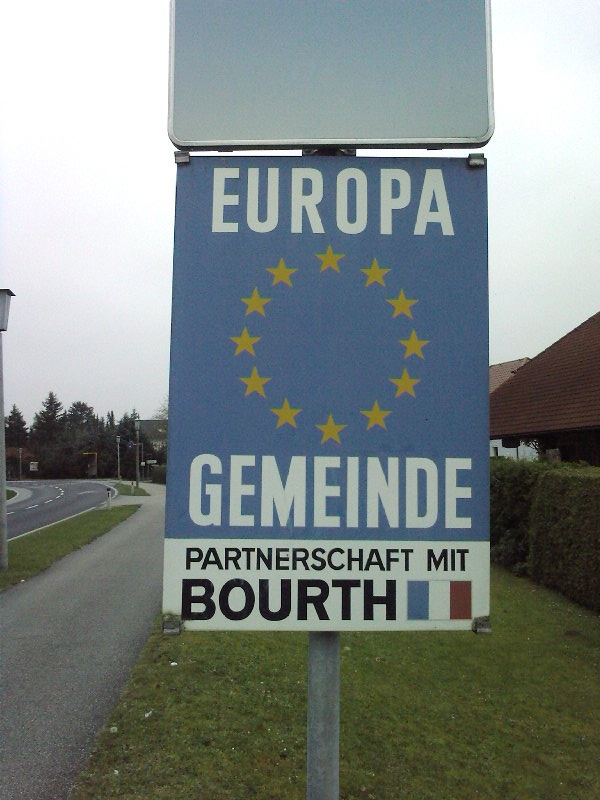
Partnerschaftsschild in Kronstorf

Bourth gehört zum Gemeindeverband Interco Normandie Sud Eure.
Seit 1972 besteht eine Städtepartnerschaft mit Kronstorf in Österreich.

## Kultur und Wirtschaft
Bourth ist mit zwei Blumen im Conseil national des villes et villages fleuris (Nationalrat der beblümten Städte und Dörfer) vertreten. Die „Blumen“ werden im Zuge eines regionalen Wettbewerbs verliehen, wobei maximal drei Blumen erreicht werden können.
Ein etwa 30 Kilometer langer Bewässerungskanal aus dem 12. Jahrhundert namens Becquet de l’Iton ist seit 2002 in das Zusatzverzeichnis der Monuments historiques (historische Denkmale) eingetragen (inscrit MH). Heinrich I. von England (1068–1135) ließ den Kanal ausschachten und das Mauerwerk errichten, das den Wasserzufluss zwischen Kanal und Iton reguliert. Die Mauern wurden 1808 instand gesetzt. 1843 wurde der Kanal vergrößert. Er befindet sich im Besitz der Gemeinde.
Bis in die 1960er Jahre war Bourth ein Wallfahrtsort. Verehrt wurde eine Statue der Heiligen Barbara von Nikomedien in der Kirche Saint-Just.

### Lokale Produkte
Auf dem Gemeindegebiet gelten geschützte geographische Angaben (IGP) für Schweinefleisch (Porc de Normandie), Geflügel (Volailles de Normandie) und Cidre (Cidre de Normandie und Cidre normand).

## Persönlichkeiten
- Marie-Claude-Cyprienne Brard (1736–1794), eine der Märtyrinnen von Compiègne.[10]
- Victor Hubert (1786–1874), Maler.